# Serbienfeldzug 1914
Cer – Drina – Kolubara

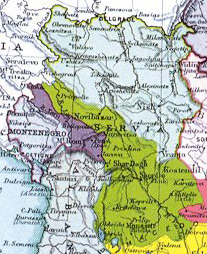
Königreich Serbien vor Kriegsbeginn

Der Serbienfeldzug 1914, der sofort nach Beginn des Ersten Weltkrieges eingeleitet wurde, umfasste drei erfolglose Offensiven der österreichisch-ungarischen Armee zwischen August und Dezember 1914 gegen das Königreich Serbien. Alle Angriffe der k.u.k. Balkanstreitkräfte scheiterten wegen Fehlplanungen und des erbitterten serbischen Widerstandes. Kurzfristig gelang Anfang Dezember 1914 die Einnahme von Belgrad, aber eine überraschende serbische Gegenoffensive zwang die Österreicher kurz darauf zum verlustreichen Rückzug. Die k.u.k. Armee hatte im ersten Kriegsjahr nicht nur in Serbien, sondern auch an der Ostfront in Galizien schwere Niederlagen und hohe Mannschaftsverluste hinzunehmen.

## Vorgeschichte
Nach dem Attentat von Sarajevo (28. Juni 1914) hatte die „Friedenspartei“ mit dem Tod Franz Ferdinands einen ihrer wichtigsten Fürsprecher verloren. Der Chef des Generalstabes Franz Conrad von Hötzendorf hatte bereits 1907 ein militärisches Vorgehen gegen Serbien gefordert. Der k.u.k. Außenminister Leopold Graf Berchtold hatte am 7. Juli den k.u.k. Gesandten in Belgrad, General Giesl von Gieslingen instruiert: „Wie immer die Serben reagieren – Sie müssen die Beziehungen abbrechen und abreisen; es muss zum Krieg kommen“. Das Deutsche Reich war als engster Verbündeter in die Zusammenhänge der Julikrise eng involviert, es unterstützte Österreich-Ungarn und drängte dazu das beabsichtigte Ultimatum unannehmbar zu machen. Das Ultimatum wurde am 23. Juli um 18 Uhr abends durch den Gesandten Giesl in Belgrad übergeben. Das war bewusst so verfasst, dass ein souveräner Staat es nicht akzeptieren konnte. Serbien antwortete innerhalb der vorgegebenen Frist, akzeptierte es jedoch nicht bedingungslos. Schließlich erklärte Österreich-Ungarn mit deutscher Blankovollmacht am 28. Juli 1914 den Serben den Krieg. Durch die Bündnisverpflichtungen der damaligen Großmächte wurde so der Erste Weltkrieg ausgelöst. Mit der allgemeinen Mobilisierung des Russischen Kaiserreichs sank, rein militärisch betrachtet, der Balkan sofort zum Nebenkriegsschauplatz herab.
Auf serbischer Seite waren vor Beginn des Weltkrieges die Balkankriege gerade abgeschlossen worden und das Königreich hatte sich noch nicht erholt. Über 36.000 Soldaten waren getötet und 55.000 verwundet worden. Die serbische Armee hatte gerade begonnen, ihre Munitionsbestände wieder aufzufüllen. Trotzdem waren die Versorgungsprobleme zu Beginn des neuen Krieges nicht ausreichend gelöst. Vielen Einheiten fehlte noch die einheitliche Uniformierung, Gewehre waren knapp. Es wurde nach der Mobilisierung festgestellt, dass rund 50.000 Soldaten ohne vollständige Ausrüstung in den Kampf ziehen mussten. Sie leisteten zunächst in extra aufgestellten Komitatschi-Bataillonen den regulären Einheiten als Freischärler wichtige Dienste.

## Vorbereitungen und Planungen

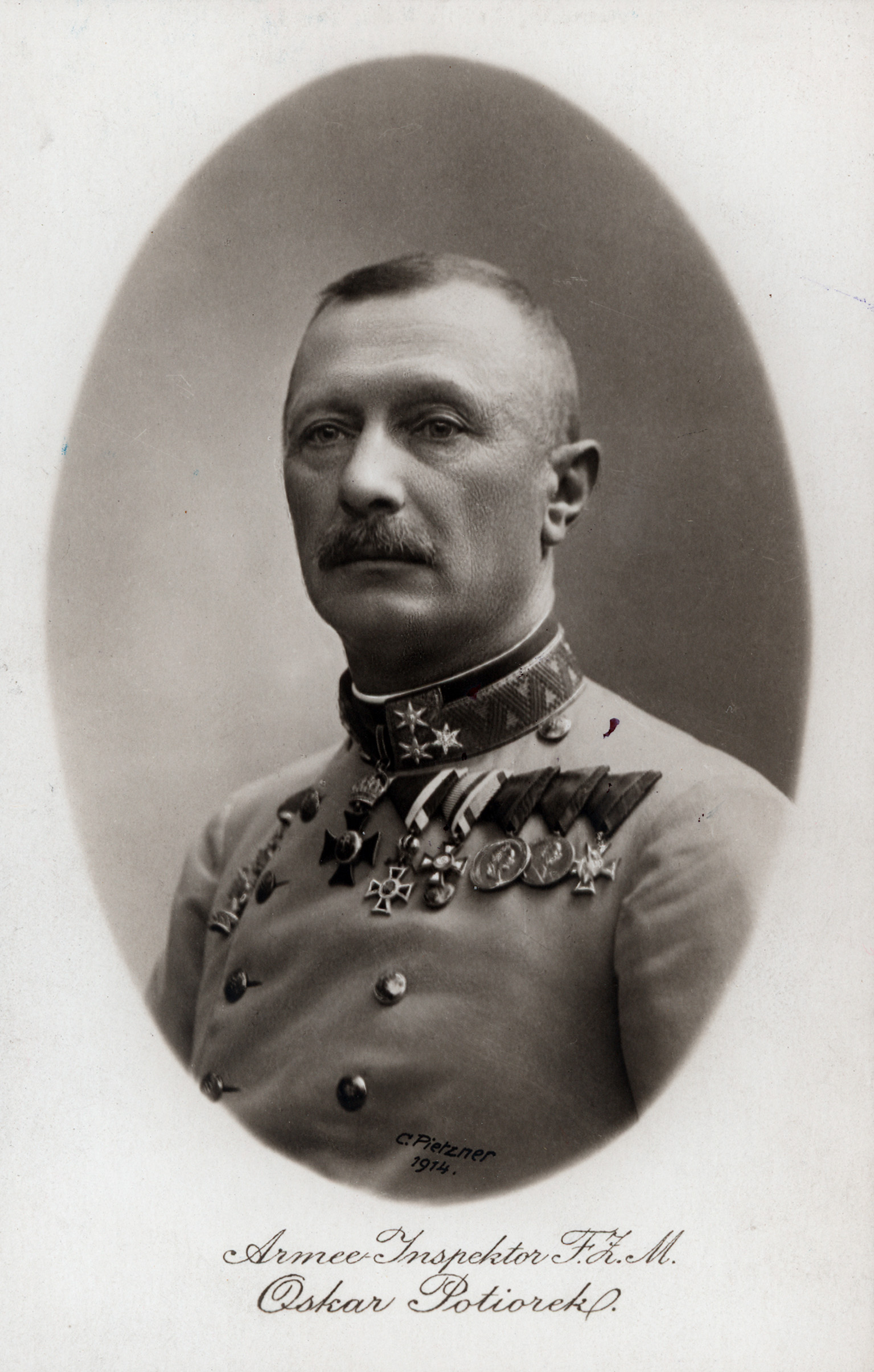
Feldzeugmeister Oskar Potiorek

Schon am 30. Juli verfügte Feldzeugmeister Potiorek die Konzentration der k.u.k. 6. Armee im Raum östlich von Sarajewo. Nach dem Abschluss der Mobilisierung sollte diese Armee zur Offensive nach Užice antreten. Potiorek wusste Anfang August noch immer nicht, ob er bei seinen Planungen mit der im Banat stehenden 2. Armee rechnen konnte, oder ob diese sofort an die Ostfront geworfen würde. In diesem Falle hätte er für seinen Angriff über fünf Korps, ansonsten nur über das XV., XVI. und XIII. Korps verfügt und wäre von vornherein zur reinen Defensive an der Donau und Drina gezwungen gewesen. Am 5. August erklärte auch das Königreich Montenegro der k.u.k. Monarchie den Krieg, was Potiorek dazu zwang, mehrere Gebirgsbrigaden zur Sicherung nach Süden abzuziehen.
Nach der Kriegserklärung an Russland am 6. August wurde Erzherzog Friedrich zum Oberbefehlshaber der Streitkräfte ernannt, FZM Potiorek wurde Kommandant der gesamten Balkanstreitkräfte. Der Chef des Generalstabes Conrad von Hötzendorf beharrte gemäß den Richtlinien des Aufmarsches auf dem sofortigen Abtransport der 2. Armee des Generals von Böhm-Ermolli nach Galizien. FZM Potiorek konnte beim Kaiser erreichen, dass sich zumindest die Gruppe Tersztyanszky mit 6 ½ Infanterie- und 1 Kavalleriedivision sowie 3 Brigaden länger an den weiteren Angriffen gegen die Serben zwischen Donau und unterer Save beteiligen musste. Durch seinen Adjutanten Oberstleutnant Richard Körner ließ er seine Pläne dem Armeeoberkommando 2 und 5 mitteilen. Die 5. Armee marschierte südlich der Save und westlich der Drina, das IV. Korps der 2. Armee nördlich der Save auf.
Potiorek glaubte, dass eine Invasion aus Bosnien heraus auch einen inneren Aufruhr in Serbien verursachen werde. Die 5. Armee hatte an der unteren Drina anzugreifen, während zwei Korps der 2. Armee zwischen Sabac und Belgrad angreifen sollten. Die k.u.k. 2. Armee sollte sich im Norden vor Belgrad sichern und sich mit ihrem rechten Flügel (IV. Korps) durch Angriffe über die Save auf Sabac kraftvoll beteiligen. Das VII. Korps hatte zwischen Pancsova und Báziás defensiv zu bleiben und mit einer schwachen Gruppe die Donau bei Orsova zu forcieren. Potiorek selbst führte die 6. Armee anfangs defensiv der oberen Drina. Sowohl die 6. und 5. Armee hatte bei diesen Operationen auf schwierigem versumpftem aber größtenteils gebirgigem Gelände zu operieren und konnte daher nur mit der Unterstützung leichterer Artillerie rechnen. Conrad genehmigte Potioreks Planungen am 10. August, auch gab er dem AOK 2 Anweisung, dass die Einnahme von Šabac und Mitrovica am südlichen Saveufer erwünscht sei. Ein taktischer Erfolg wäre für die noch am Kriegseintritt zögernden Staaten Bulgarien und Rumänien von enormer Wichtigkeit.
Die Westgrenze Serbiens wurde zu Beginn der Auseinandersetzung nur von schwachen Kräften verteidigt, hauptsächlich von der divisionsstarken Armeegruppe Užice und einigen Reserveverbänden. Hinzu kam im Süden die montenegrinische Armee mit rund 40.000 Mann. Als der serbischen Führung klar wurde, dass der österreichisch-ungarische Angriff auch vom Westen her, über die Drina zu erwarten war, erteilte sie am 9. August der serbischen 2. Armee (Stepanović) den Befehl zur Verschiebung in die Macva.

## Kriegsgliederungen August 1914

### Österreichisch-Ungarische Balkanstreitkräfte

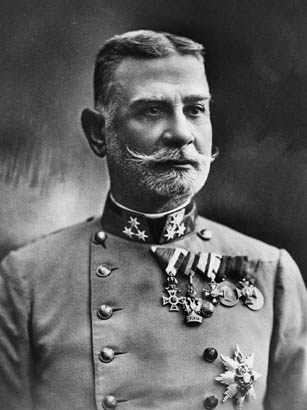
Liborius Ritter von Frank

Balkanstreitkräfte Oberbefehlshaber: Feldzeugmeister Oskar Potiorek, Chef des Stabes: GM Eduard von Böltz
Stärke: 319 ½ Bataillone (16 Divisionen), 60 Schwadronen, 142 Batterien (744 Geschütze), 486 Maschinengewehre.
Nach dem Abgang des AOK 2: 239 ½ Bataillone, 37 Schwadronen (etwa 260.000 Mann) 101 Batterien (516 Geschütze), 342 Maschinengewehre
Rayon Banat (AOK 2) General der Kavallerie Eduard von Böhm-Ermolli Stabschef, Generalmajor Artur von Mecenseffy
89 Bataillone, 16 Schwadronen und 50 Batterien (288 Geschütze)
IV. Korps: Gen. der Kav. Karl Tersztyánszky von Nádas
- Halbe 7. I.T.D.: FML Kasimir von Lütgendorf
- 31. I.T.D.: FML Erzherzog Joseph
- 32. I.T.D.: FML Andreas Fail-Griessler

VII. Korps: Gen. der Inf. Otto Meixner von Zweienstamm
- 17. I.T.D.: FML Johann von Henriquez
- 34. I.T.D.: FML Joseph Krautwald von Annau

IX. Korps: Gen. der Inf. Lothar von Hortstein
- 29. I.T.D.: FML Alfred Zedtwitz
- 23. H.I.D.: FML Heinrich Daempf
- 10. Kavalleriedivision FML Viktor Mayr
- Kombinierte Brigade: Generalmajor Alfred Krauß

5. Armee Gen. der Inf. Liborius Ritter von Frank
Chef des Generalstabes: GM Maximilian Csicserics von Bacsány
59 Bataillone, 11 Schwadronen und 37 Batterien (212 Geschütze)
VIII. Korps: Gen. der Kav. Arthur Freiherr Giesl von Gieslingen
- 21. Schützendivision FML Artur Przyborski
- 9. I.T.D.: FML Viktor von Scheuchenstuel

XIII. Korps: Gen. der Inf. Adolf von Rhemen zu Barensfeld
- 36. I.T.D.: FML Claudius von Czibulka
- 42. Honved-Division FML Stephan Sarkotić

Armeetruppen:
- 13. Marsch-Brigade: GM Adalbert Letovsky
- 11. Gebirgs-Brigade: GM Marcel Lawrowski
- 104. Landsturm-Brigade: GM Theodor Bekić

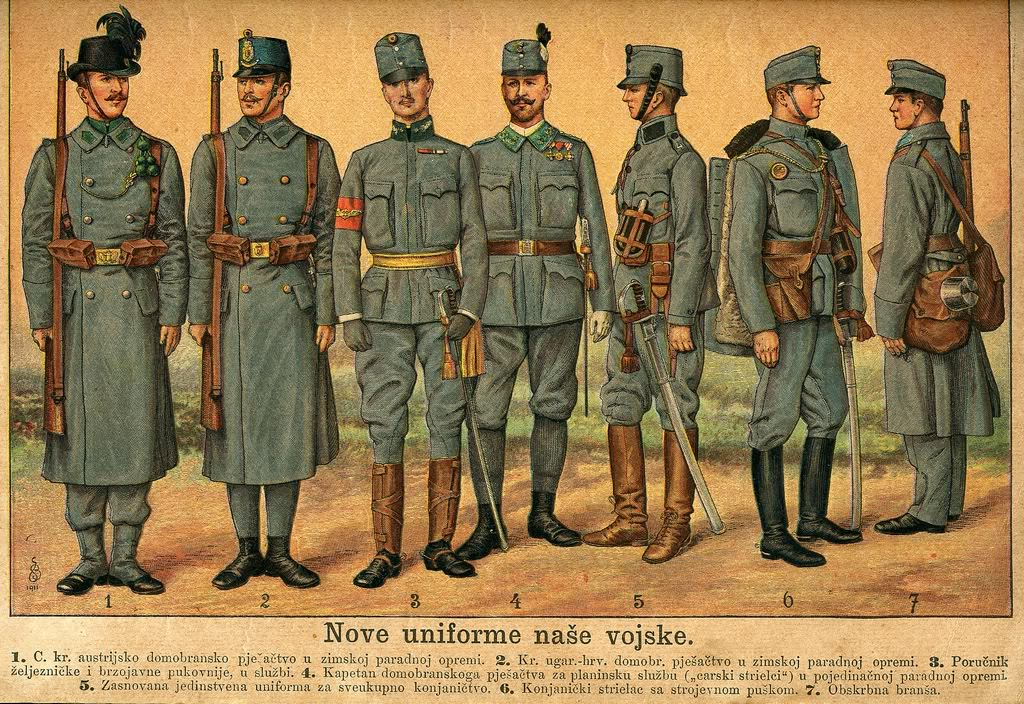
Österreichisch-Ungarische Infanterie 1914

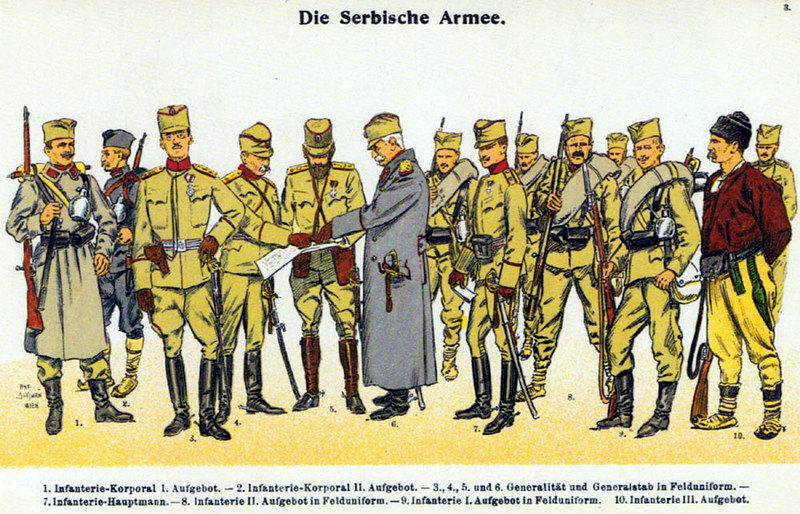
Serbische Armee 1914

6. Armee Feldzeugmeister Oskar Potiorek, Stabschef, Generalmajor Eduard Böltz
72 Bataillone, 5 Schwadronen und 37 Batterien (162 Geschütze)
XV. Korps General der Infanterie Michael von Appel
- 48. I.T.D.: FML Johann Eisler von Eisenhort mit 10. Gebirgsbrigade (Oberst Heinrich von Droffa) und 12 Gebirgs-Brigade (Generalmajor Franz Kalser von Maasfeld)
- 1. I.T.D.: FML Stephan Bogat von Kostanjevac mit der 7. (Generalmajor Otto Seric) und 9. Gebirgs-Brigade (Oberst Joseph Hrozny)

XVI. Korps Feldzeugmeister Wenzel Wurm
- 18. I.T.D.: FML Ignaz Trollmann
- 4., 5., 6. und 8. Gebirgs-Brigade
- 1. Gebirgs-Brigade: GM Guido Novak von Arienti
- 2. Gebirgs-Brig.: GM Theodor Gabriel
- 13. Gebirgs-Brigade: Oberst Anton Bechtold

Gruppe Herzegowina und Cattaro
- 40. H.I.D.: FML Joseph Braun (79. und 80. Honved-Brigade)
- 3. Gebirgs-Brigade GM. Heinrich Pongrácz
- 47. H.I.D.: GM Friedrich Novak[1]

### Serbische Streitkräfte

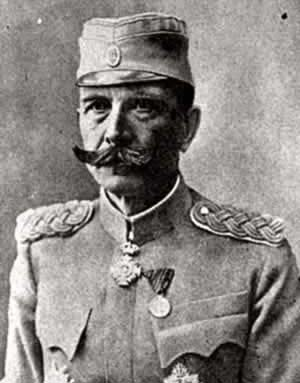
Petar Bojović (AOK 1)

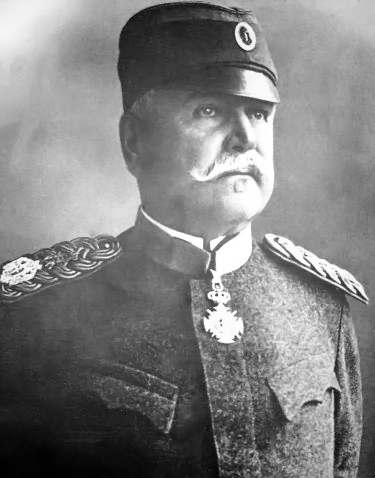
Stepa Stepanović (AOK 2)

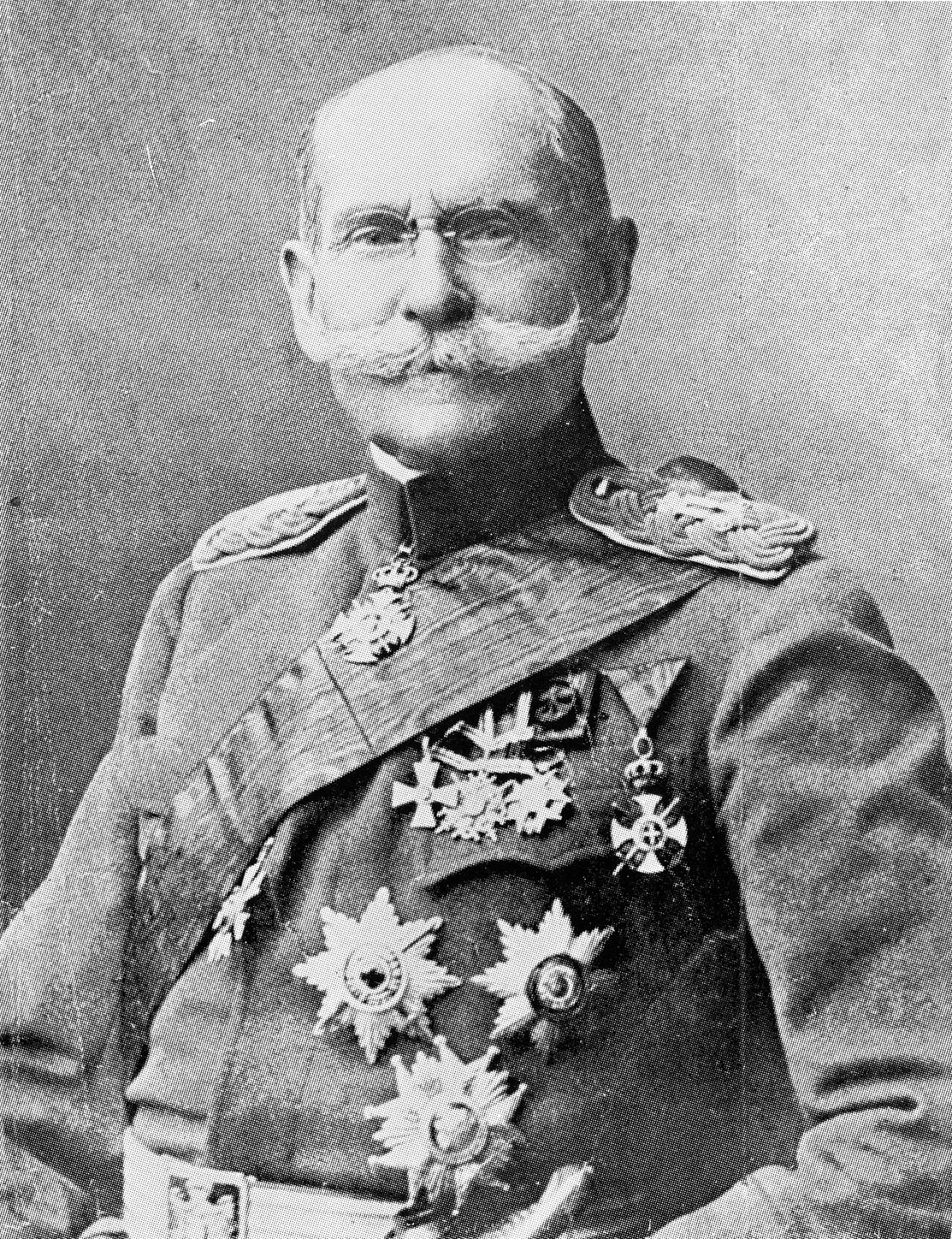
Pavle Jurišić Šturm (AOK 3)

Serbien verfügte über elf starke, gut ausgerüstete Infanteriedivisionen mit etwa 264.000 Mann (202 ½ Bataillone und 48 Schwadronen), 5.500 Reiter und 542 Geschütze. In zweiter Linie waren fünf Landsturm-Divisionen mit zusammen 100–150.000 Mann einsatzbereit. Als der serbischen Heeresleitung klar wurde, dass die bisherigen Aktionen der k.u.k. 2. Armee an der Save lediglich der Ablenkung dienten, erteilte sie am 9. August der serbischen 2. Armee den Befehl zur Verschiebung in den Raum des Drina-Save-Dreiecks.
Oberbefehlshaber: Kronprinz Alexander von Serbien
Chef des Generalstabes: Wojwode Radomir Putnik
1. Armee unter General Petar Bojović (Ab November General Mišić), Stabschef: Oberst Božidar Terzić mit 4 Infanterie- und 1 Kavallerie-Divisionen
- Division-Morava II – Oberst Ljubomir Milić
- Division-Timok I – General Vladimir Kondić, später Oberst Vojislav Zivanović
- Division-Timok II – General Vukoman Aračić
- kgl. serb. Kavallerie-Division – Oberst Branko Jovanović
- Division-Donau II – General Miloš Vasić

Artilleriekommandeur: Oberst Miroslav Milosavljevic, dann Božidar Srećković
2. Armee unter General Stepa Stepanović (Stabschef: Oberst Vojislav Živanović) mit 4 ½ Infanteriedivisionen
- Division-Morava I – Oberst Ilija Gojković
- Division-Donau I – Oberst Milivoje Anđelković
- Kombinierte Division – General Mihajlo Rašić
- Division-Šumadija I – Stepan Hadzic, ab September 1914 Oberst Božidar Terzić

Artilleriekommandeur: Oberst Vojislav Milojević
3. Armee unter General Pavle Jurišić Šturm (Stabschef: Oberst Dušan Pešić) mit 2 ½ Infanteriedivisionen
- Obrenovac-Detachement – Oberst Nikola Stevanović
- Division-Drina I – General Krista Smiljanić
- Division-Drina II – General Leonid Solarevic
- Ljubovija-Detachement – Oberst Djordje Djordjević

Artilleriekommandeur: Oberst Miloš Mihailović
Armeegruppe Uzice unter General Miloš Božanović, ab 20. Oktober Aračić
- Division-Šumadija II – General Dragutin Milutinović
- Užice-Brigade – Oberst Ivan Pavlović
- Lim-Detachement – Oberst Jevrema Mihajlović
- Mokragora-Detachement

Verteidigungsgruppe Belgrad unter General Michailo Zifković
- Landsturmbrigade: Oberst Milisav Lešjanina
- Landsturmbrigade: Oberst Dusan Tufegdžića

Montenegrinisches Heer unter General Bozidar Janković, Stabschef: Oberst Petar Pesić
70 Bataillone (4 Divisionen mit 11 Brigaden), zusammen etwa 40.000 Mann
- Sandschak-Detachement (General Gojnić)
- Herzegowina-Detachement (General Martinović)
- Lovćen-Detachement (Fürst Peter von Montenegro)
- Ipek-Detachement (General Nešović)

## Erste Invasion August 1914
Potiorek befahl der über den Fluss Drina gehenden 5. Armee den Angriff mit ihrem rechten Flügelkorps (XIII.) beiderseits der Ruß Loznica-Zavlaka in Richtung auf Valjevo. Der rechte Flügel der 2. Armee beteiligte sich durch Angriffe über die Save auf Šabac. Das VIII. „Prager Korps“ operierte mit der 9. I.T.D. und 21. Schützen-Division von Norden und Westen her gegen Mitrovica und Šabac. Das IX. Korps sollte im Norden mit der 29. I.T.D. östlich Bijeljina über die Drina gehen. Am 12. August erfolgte der Angriff der Landsturm-Brigade unter Generalmajor Letovsky gegen Šabac. Die Brigade des Generalmajor von Dáni ging bei Klenak über die Save und nahm mit wuchtiger Artillerieunterstützung Šabac ein. Das k.u.k. XIII. Korps (General von Rhemen) hatte mit der 36. Division (FML Czibulka) nach dem Drinaübergang die Höhen östlich von Loznica in die Hände zu bekommen und den Eingang in das Jadartal zu erzwingen. Die am Südflügel der 5. Armee vor Zvornik stehende 42. Honved-Division (Sarkotic) hatte das Vorgehen in Richtung Krupanj zu unterstützen. Die 13. Gebirgs-Brigade und die 11. Brigade konnten den Fluss infolge Hochwassers nicht auf Anhieb überwinden.
Der serbische Generalstabschef Putnik forderte die 3. Armee auf, in der oberen Mačva eisern zu halten, während die dahinter am rechten Flügeln aufmarschierende 2. und 1. Armee sofort nach Westen Front machen sollten. Der südlichen Armeegruppe Užice wurde der Angriff auf Višegrad befohlen, um den Durchbruch auf Sarajewo zu forcieren.
Am 13. August begann die im Raum östlich Sarajewo konzentrierte k.u.k. 6. Armee am südlicheren Kriegsschauplatz den erwarteten Angriff über die Drina zwischen Foča und Visegrad. Das schwierige Gelände an der oberen Drina und unerwarteter serbischer Widerstand machten die österreichischen Pläne schon im Anfangsstadium zunichte.
In der Nacht zum 15. ordnete Putnik, der die österreichischen Absichten erkannt hatte, eine neue Aufstellung seiner Armeen an. Die 1. Armee sollte den linken Flügel bilden, die 3. das Zentrum und die 2. Armee sollte ihre Position im Drina-Save-Dreieck halten. Die 3. Armee hatte die Österreicher im Jadartal festzuhalten, während die 2. Armee die linke Flanke der Armee Frank mit 2 Divisionen angreifen sollte.
Mitten im Aufmarsch wurde ab 18. August auch das k.u.k. IX. Korps für den russischen Kriegsschauplatz abtransportiert. Der 6. Armee sollte die 40. Honved-Division im Raum Sarajewo und der 5. Armee die halbe 7. Division im Banat belassen werden.
Das k.u.k. VII. Korps (17. und 34. Division) unter General der Infanterie Meixner von Zweienstamm war bereits im Abtransport an die Dnjestr-Front.

### Schlacht am Jadar
Die erste Entscheidungsschlacht fand vom 16. bis 19. August zwischen der 5. Armee, die etwa 35 km südwestlich von Šabac und in das Tal des Jadar vorgedrungen war, und der serbischen 2. Armee sowie dem rechten Flügel der serbischen 3. Armee statt. Das Cer-Gebirge trennte die Mačva im Norden und den Jadar im Süden und war im serbischen Stellungssystem eingebaut.
Die serbische 2. Armee hatte ihre Truppen auf dem Cer-Planina verteilt, während die Truppen Franks die Erstürmung dieser Höhen anstrebten. Bis zum 16. August kämpfte sich die 42. Honved-Division unter großen Verlusten nach Krupanj vor. Ein nächtlicher Zusammenstoß zwischen der serbischen Kombinierten Division und der 21. Landwehr-Division leitete die Schlacht von Cer ein. Gegen 23:00 Uhr wurden Einheiten der serbischen Kombinierten Divisionen an den Hängen des Cer-Bergs angegriffen. Am Morgen des 16. August hatten die Serben ihrerseits bei Divača angegriffen und drängten die Österreicher wieder aus ihren Positionen bei Borino Selo zurück.
In den frühen Morgenstunden des 18. August folgte aus dem Raum Tekeris ein weiterer Angriff durch die Division-Morava I, der die k.u.k. 9. Division zurückwarf. Das k.u.k IV. Korps schlug derweil bei Dobrič den Angriff der serbischen Division Šumadija I zurück. Am Jadar-Abschnitt nahmen die Serben am Mittag Rašulijača, die Kombinierte Division nutzte den Erfolg und brach über Lješnica in die österreichischen Stellungen ein.
Die Offensive der serbischen 2. Armee wurde gegen Iverak fortgesetzt, die serbische Kombinierte Division setzte bei Rašulijača den Angriff fort und erreichte Kosanin. Ab 17. August versuchten die Serben auch Šabac zurückzuerobern, die Division-Šumadija I versuchte vergeblich den dortigen Brückenkopf einzudrücken. Die Kombinierte Division griff über Kosanin die Dörfer Trojan und Parlog an. Inzwischen hat die Morava-Division I bei Iverak angegriffen und das Dorf Velika Glava genommen. Am späten Nachmittag war der Kamm des Rajin Grob zurückerobert.
Am 18. August ging das Korps Tersztyanszky bei Šabac über die Save und versuchte am 19. August entlastend gegen die nördliche Flanke der serbischen 2. Armee vorzustoßen. Am 19. August war die 5. Armee im Jadar Tal vollständig geschlagen, sie hatte am Jadar den gesamten Train und etwa 40.000 Mann verloren (8.000 Tote, 4.000 Gefangene und 30.000 Verwundete). Am 21. und 22. August folgten weitere Zusammenstöße vor Šabac, serbische Streitkräfte kämpften bereits im westlichen Vorfeld dieser Stadt. Potioreks Truppen mussten sich kämpfend bis zum 23. August zwischen Zvornik und Visegrad hinter die Drina zurückziehen, auch Šabac musste der serbischen 1. Armee am 24. August überlassen werden.
Von Goražde und Foča drangen derweil die Gebirgsbrigaden des XVI. Korps bis zum 22. August an den Lim vor, die Gebirgsbrigade des Generalmajor von Andrian gelangte über Plevlje – nach Nova Varoš. Während dieser Angriffsphase hatten die Österreicher Gräueltaten gegen serbische Einrichtungen und Zivilisten begangen. Plünderung und Niederbrennen von Dörfern waren beim Rückzug von der Führung angeordnet. Der Abzug des IV. Korps der 2. Armee an die russische Front konnte nicht wie geplant stattfinden, da man große Teile zur Verteidigung Syrmiens benötigte. Ende August gaben die Österreicher alle Eroberungen in der Macva wieder auf, mit Ausnahme eines Brückenkopfes bei Šabac, der nach Abzug der IV. Korps in den Befehlsbereich der 5. Armee überging.

## Zweite Invasion im September

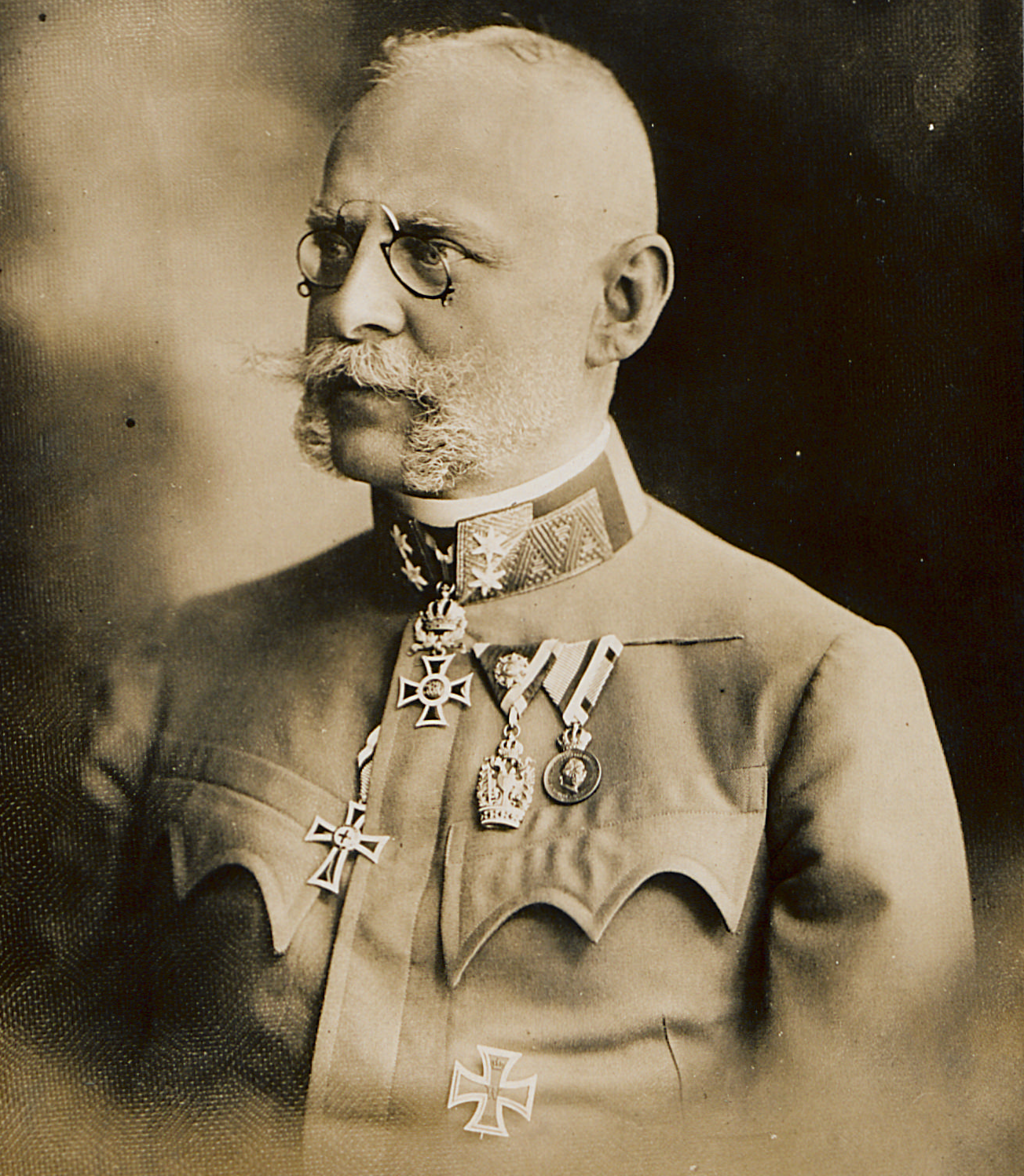
General Alfred Krauß, anfangs Kommandeur der 29. I.T.D., später Führer des Kombinierten Korps in der Mačva

Anfang September wurde die 5. Armee mit dem zweiten Hauptangriff betraut, das VIII. und XIII. Korps hatte die erneute Offensive über die Drina zu führen. Der Angriff begann am 7. September, im Bereich der 6. Armee sollten Gebirgstruppen am Drinaknie von Javorak übergehen und Rogatica nehmen. Das XV. und XVI. sollte beiderseits Zvornik einen Drina-Brückenkopf errichten und den Rückzug der Serben auf das Jagodnja-Gebirge erreichen.
Schon am 28. August hatte auch Putnik die serbischen Truppen umgruppiert. Die 3. Armee (Division Drina I und Morava II) übernahm die Verteidigung des Drina-Abschnittes Zvornik-Ljesnica. Die 2. Armee (Komb. Div., Timok I und II, Morava I) hatte nördlich anschließend bis zur Savemündung aufzumarschieren. Die 1. Armee (Sumadija I, Donau I und II) hielt zusammen mit der Kavalleriedivision zwischen Sabac – südlich Belgrad bis Pozarevac. General Bozanovic schob das Lim Detachement (18 Bataillone) seiner Armeegruppe Usize beiderseits des Lim vor. Die zweite Sumadija-Division sollte die Höhen nördlich und südöstliche von Visegrad nehmen.
In der Nacht vom 5. auf den 6. September befahl Putnik Teilen der 1. Armee bei Semlin den Übergang über die Save durchzuführen. Am 6. September ging die serbische Division-Timok I unter General Kondić zwischen Mitrovica und Jarak über die Save und versuchten den Krieg auf kaiserliches Territorium zu bringen. Die dort sichernde 29. Division unter FML Alfred Krauß zersprengte mit der 57. Brigade des Generalmajor Schön die serbische Division im zweitägigen Kampf bei Sasinci und trieb sie über den Fluss zurück, 62 Offiziere und 4880 Serben gerieten in Gefangenschaft. Maßgeblich daran beteiligt waren Wilhelm Cavallar von Grabensprung und Josef Lutschounig von Felsenhof.

### Schlacht an der Drina 7. September bis 4. Oktober
Die österreichische Offensive begann am 7. September, die Schlacht an der Drina führte im Bereich der 6. Armee zur Errichtung von sicheren Brückenköpfen über die Drina.
Bei der 5. Armee missglückte zunächst der Drinaübergang der 36. Infanterie-Truppendivision unter FML Czibulka bei Klenje, während nördlich davon der 9. Infanterie-Truppendivision unter Generalmajor Daniel der Übergang an der unteren Drina gelang.
Das k.u.k. VIII. Korps errichtete bei Parasnica am Zusammenfluss von Save und Drina einen Brückenkopf, konnte aber, durch den serbischen Widerstand festgenagelt, nicht weiter vorandringen. An der mittleren Drina durchbrach das XV. und XIII. Korps die serbische Front zwischen Zvornik und Ljubovija und drängte die serbische 3. Armee unter General Jurišić-Šturm zurück.
Am 8. September begannen auch die Gebirgsbrigaden des k.u.k. XVI. Korps des FZM Wurm beiderseits der Drinjacamündung den Flussübergang. Angriffsziel der 1. Infanterie-Truppendivision (FML Bogat) war Krupanj, strategisches Ziel der 6. Armee war die Umfassung der gegenüberliegenden serbischen 3. Armee von Süden her und die Aufrollung der gesamten gegnerischen Front in der Macva. Der serbische Armeeführer General Jurišić befahl den Rückzug seiner Truppen auf das Jagodnja-Gebirge und konnte von dort die weitere Ausdehnung des Drina Brückenkopfes durch die 6. Armee eindämmen.
Mit der neuen Lage konfrontiert, befahl Putnik den Abzug der 1. Armee aus Syrmien und die Verlegung mehrerer Divisionen in Eilmärschen an die gefährdete Südflanke. In Richtung Valjevo umgruppiert, versuchte diese Armee das k.u.k. XIII. Korps am unteren Jadar aufzuhalten. Am 16. September hatte das Eingreifen der serbischen 1. Armee die Österreicher in der Nähe von Loznica gestoppt, die 2. Armee war am Save-Drina Abschnitt ebenfalls zum Gegenangriff übergegangen.
Am 17. September begann beim Berg Mačkov kamen ein serbischer Gegenangriff gegen die 6. Armee, der jedoch bis 22. September nach mehrtägigen Kämpfen um die Jagodnja scheiterte. Derweil brach aus dem Sandschak die serbische Armeegruppe Uzice zwischen 23. und 28. September im Gebiet der Romanija planina in den Rücken der 6. Armee ein, um direkt auf Sarajewo durchzubrechen. Aus dem Raum Rogatica ging die Division Sumadja II auf Mrkalje vor, die montenegrinische Drina-Brigade stieß aus dem Raum Goražde auf Kalinovik vor. Das Srebrenica-Detachement wurde von der 8. Gebirgs-Brigade des Generalmajor Andrian schon bei Osmače zurückgeworfen, die Brigade des Oberstleutnant Chwostek hielt bei Vlasenica stand. Der serbische Einbruch in Südost-Bosnien konnte aufgehalten werden.

### K.u.k. Kriegsgliederung im Oktober 1914
5. Armee: GdI Liborius Ritter von Frank (127,5 Bataillone, 20 Schwadronen)

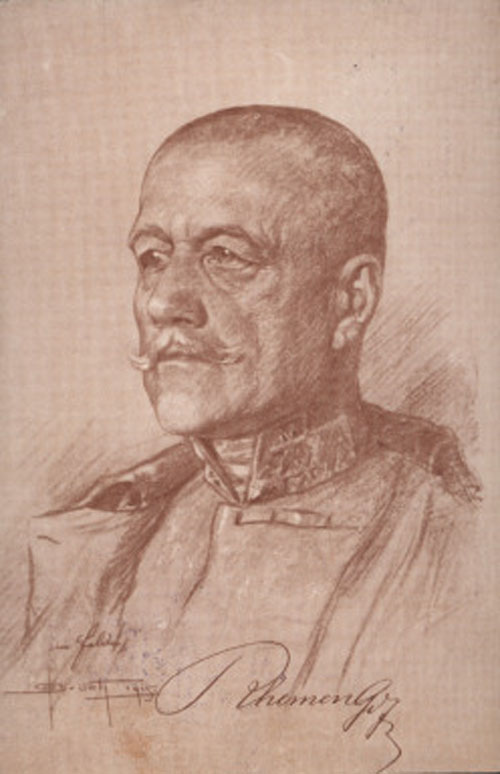
Adolf von Rhemen zu Barensfeld

Wenzel Freiherr von Wurm

Kombiniertes Korps, FML Alfred Krauss
- 29. I.T.D.: FML Eduard Zanantoni
- 7. I.T.D.: FML Kasimir von Lütgendorf
- 104. Landsturm-Brigade: Generalmajor Bekić

VIII. Korps, FML Viktor von Scheuchenstuel
- 9. I.T.D.: Generalmajor Franz Daniel
- 21. Landsturm Division FML Artur Przyborski
- Gruppe Syrmien: FML Adalbert von Tamasy
- Gruppe Banat: FML Hess

6. Armee FZM Oskar Potiorek (160 Bataillone, 12,5 Schwadronen)
XIII. Korps, General der Infanterie Adolf von Rhemen zu Barensfeld
- 36. I.T.D.: FML Claudius Czibulka
- 42. Honvéd-Division FML Stephan Sarkotić

XV. Korps, General d. Inf. Michael von Appel
- 40. I.T.D.: Generalmajor Tabajdi
- 48. I.T.D.: FML Johann Eisler Ritter v. Eisenhort
- 1. I.T.D.: FML Stefan Bogat von Kostanjević
- 7. Gebirgs-Brigade GM Otto Sertić

XVI. Korps, FZM Wenzel von Wurm
- Kombinierte Division: Generalmajor Heinrich Goiginger mit 1.,2.,6. und 14. Gebirgs-Brigade,
- 109. Landsturm-Brigade GM Johann Czeisberger

50. I.T.D.: FML Franz Kalser (3., 15. und 16. Gebirgs-Brigade)
- Drinasicherung Lukas Snjarić (Gruppe Hausser und 17. Gebirgs-Brigade)
- 18. I.T.D.: FML Ignaz Trollmann (5., 8. und 13. Gebirgs-Brigade)
- 4. Gebirgs-Brigade GM Theodor Konopicky[4]

### Schlacht auf der Romanja planina Oktober 1914

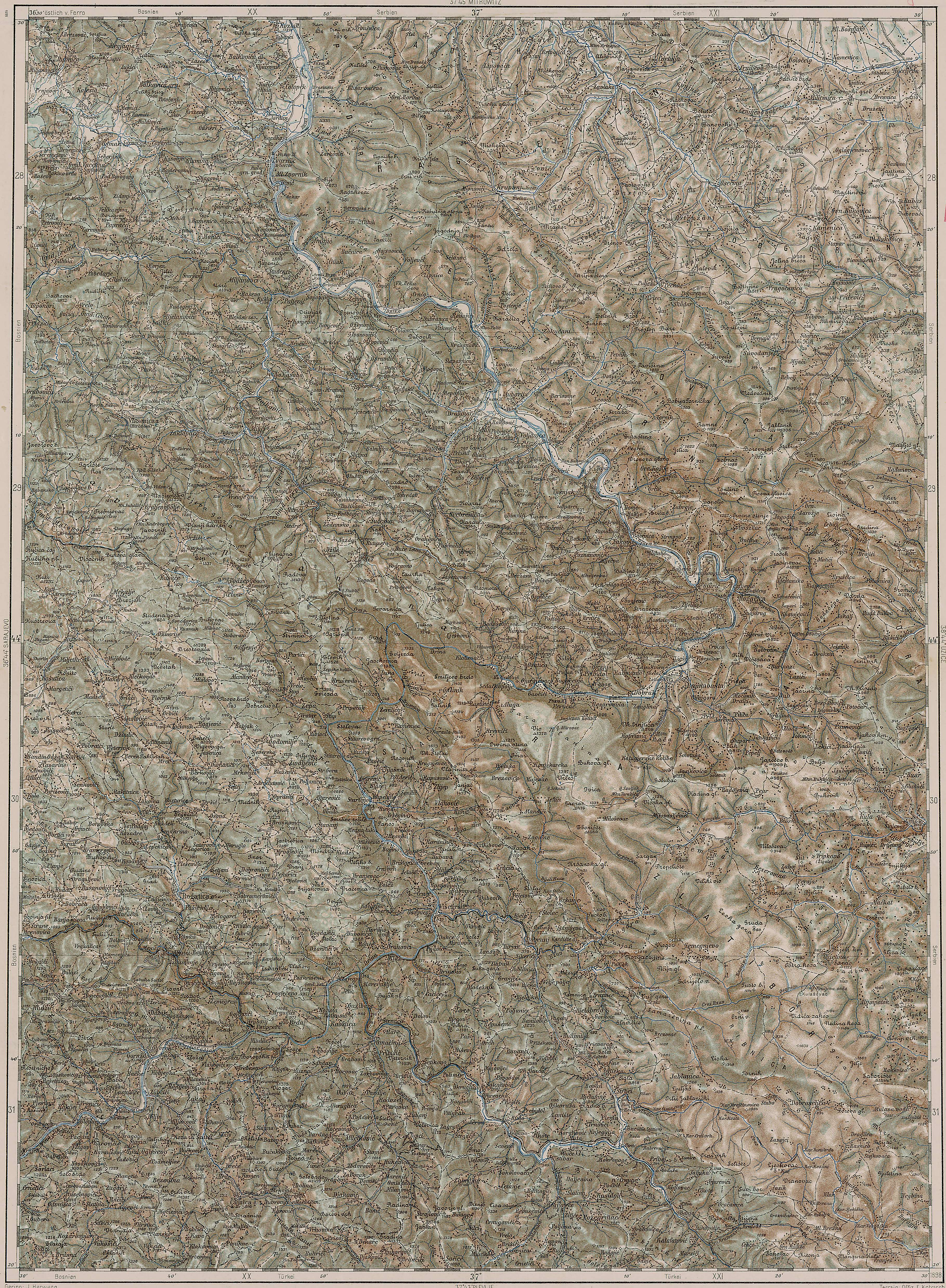
k.u.k. Militärkarte, Raum zwischen Drina und der Romanja planina

Für eine neue Gegenoffensive verstärkte Potiorek das in Defensive bleibende XV. Korps wieder mit der 7. und 9. Gebirgs-Brigade (1. Division) und ließ das XVI. Korps angreifen. Eine neu formierte kombinierte Division (1., 2., 4., 6. und 14. Gebirgs-Brigade) unter Generalmajor Heinrich Goiginger hatte den Drina-Brückenkopf bei Zvornik zu halten. Südlich davon hatte die 18. Division (Trollmann) mit der 5., 8., 13., 17. und 18. Gebirgs-Brigade ab 18. Oktober die serbische Division Sumadja II zurückzudrängen. Vom Westen stieß die 50. Division (FML Kalser) mit der 3. und 15. Gebirgs-Brigade aus dem Raum Foča gegen die montenegrinische Plevlje-Division (13.700 Mann) auf der Romanja planina vor.
Zwischen 11. und 17. Oktober erzwangen Überschwemmungen und Regengüsse im Abschnitt der k.u.k. 5. Armee für eine Operationspause. In einem Telegramm an Putnik vom 27. Oktober hatte General Stepanović mitgeteilt, dass auch die serbische 2. Armee den österreichisch-ungarischen Streitkräften nicht mehr lange widerstehen könne.
Am 20. Oktober stand die 5. Gebirgs-Brigade (Oberst Nöhring) im heftigen Kampf mit dem serbischen Lim-Detachement. Die 3. Gebirgs-Brigade (GM Pongracz) drängte die Montenegriner von Westen her über das Plateau zurück. Am 21. Oktober war die zweite Sumadija-Division auf die Höhenlinie Kitak-Babljak-Vratar zurückgedrängt. Die serbische Heeresleitung, unzufrieden mit General Miloš Božanović, dem Kommandanten der Armeegruppe Uszice ersetzte diesen durch General Vukoman Aračić.
Das VIII. und Kombinierte Korps gingen derweil am Nordabschnitt südwestlich von Šabac und am Fuß des Cer planina gegen die serbische 1. Armee in der Macva vor.
Am 31. Oktober konnte die 5. Armee fast ohne Kämpfe die Linie Glogovac-Bogatic und den Raum nordwestlich von Šabac erreichen. Das VIII. Korps gelang bis zum 1. November an die Eisenbahnlinie Šabac-Ljesnica. Das Kombinierte Korps leitete mit der 14. Brigade und der 104. und 107 Landsturm-Brigade den Angriff auf Stitar ein. Die 57. Brigade der 29. I.T.D. unter Generalmajor Schön besetzte das von den Serben geräumte Šabac, die 58. Brigade unter Generalmajor Poleschensky stieß auf Misar vor. Die 21. Schützen-Division nahm am 4. November Dobrić ein, die 9. I.T.D. überschritt die Linie Lipolist-Ribari. Das XIII. Korps warf die serbische Kombinierte Division über die Stria zurück, die 36. I.T.D. besetzte Loznica durch Umfassung vom Süden, die 42. H.I.D. stieß südlich davon weiter nach Osten auf Jarebice vor. Um General Stepanović zu verstärken, wurde die serbische 2. Armee mit der Division-Donau II verstärkt und ihr der Nordflügel der 3. Armee, die zweite Timok-Division überwiesen.

## Dritte Invasion – Serbischer Rückzug
Über Berlin wurde im Hauptquartier Potioreks die Falschmeldung bekannt, dass die Russen vorhätten, ein starkes Korps donauaufwärts über Orsova den Serben als Verstärkung zuzuführen. Potiorek sah sich gezwungen, den Angriff gegen das nördliche und westliche Serbien sofort wieder aufzunehmen. Die 5. Armee sollte im Norden mit dem Kombinierten Korps Krauß, das seit 31. Oktober in der Macva eindrang und am 1. November Šabac genommen hatte, zusammen mit dem VIII. Korps gegen die Flanke der Serben einwirken, während der südliche Flügel, das XIII. Korps im engen Zusammenwirken mit dem XV. Korps, den Durchbruch auf Valjevo führen sollte.

### Österreichische Offensive auf Valjevo

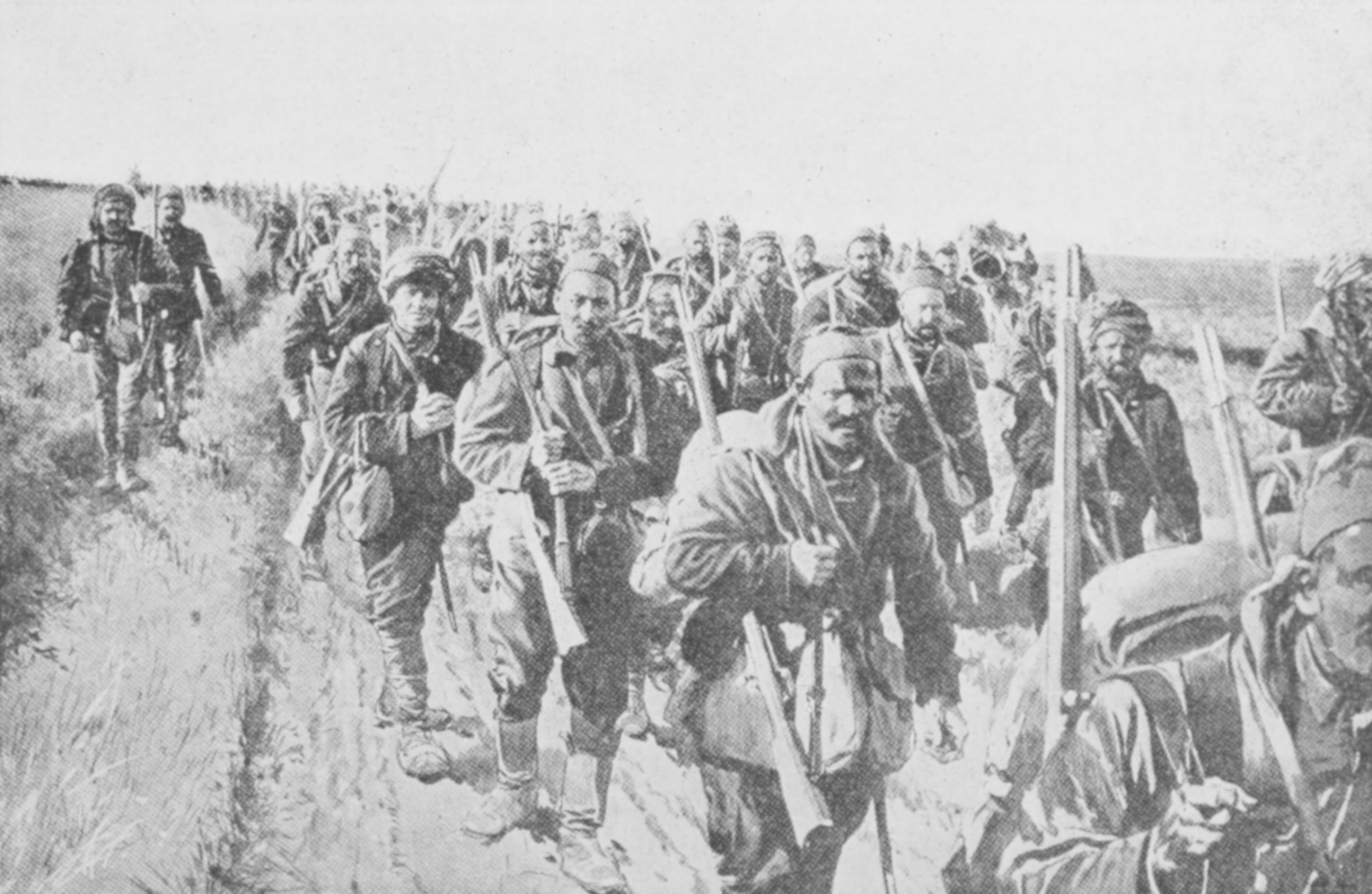
Serbische Truppen beim Rückzug

Den jetzt wiedervereinigten Brigaden des XVI. Korps wies Potiorek die anschließende Überflügelung der von den Serben eingenommenen Kolubara-Stellung aus dem Süden zu. Dazu hatte das XV. Korps (FML Appel) alle drei Divisionen (1., 40. und 48.) beiderseits von Zvornik gegen die östlichen Jagodnja Höhenstellungen anzusetzen. Das südlicher festgelaufene XVI. Korps (FZM Wurm) wurde von der oberen Drina nach Srebrenica zurückgezogen und verschob seine Angriffstruppen am 5. November nach Ljubovija, um dort den Drinaübergang zu versuchen.
Am 6. November wurde der Gesamtangriff mit starkem Artilleriefeuer eingeleitet, auf breiter Front wurde die serbische Grenze überschritten. Die Division-Morava II der serbischen 1. Armee musste Krupanj gegenüber der k.u.k. kombinierten Division Goiginger aufgeben. Der serbische Generalstabschef Putnik betonte, dass es von entscheidender Bedeutung für Serbien wäre, den Kolubara-Abschnitt sowie die Städte der Umgebung zu halten. Der Premierminister von Serbien Nikola Pašić forderte zum weiteren konsequenten Widerstand auf und drohte mit seinem Rücktritt, sollten Friedensgespräche begonnen werden. General Putnik rechnete damit, dass die Versorgungslinien des Gegners schnell überfordert seien und plädierte für weiteren Widerstand. Trotz Unterzahl leistete das serbische Heer erbitterten Widerstand, wurde aber schließlich zum Rückzug gezwungen.
Am 10. November ordnete Putnik den allgemeinen Rückzug vom Jadar an und zog die serbische 2. Armee am nördlichen Abschnitt auf die zweite Linie zurück. Die freigewordenen Reserven führte er der 1. und 3. Armee zu, welche nördlich und westlich von Valjevo den Hauptstoß der k.u.k. 6. Armee aufzuhalten hatten. Am südlichen Abschnitt hatte die Armeegruppe Užice den Drinabschnitt beiderseits von Rogatica weiterhin zu halten und dann auf den Höhensattel von Kremna zurückzugehen. Am 11. November zog sich die serbische Heeresleitung nach Kragujevac zurück. Die österreichisch-ungarische 5. Armee erzwang ihren Vorstoß in der Mačva, in der Hoffnung die Eisenbahnlinie zwischen Obrenovac-Valjevo abschneiden. Regen am Tag und Schneetreiben in der Nacht machten die Straßen unpassierbar, die Artillerie und der Tross versanken im Morast. General Putnik erkannte, dass seine Streitkräfte neu organisiert werden müssten, wenn ein wirksamer Widerstand erhalten werden sollte.
Am Nordabschnitt beim Kombinierten Korps (General Krauß) hatte die k.u.k. 104. Landsturm-Brigade Obrenovac besetzt, die 29. Division erkämpfte zwischen Piroman und Lisopolje den Übergang über die Tamnava. Am 14. November erreichten trotz der widrigen Verhältnisse das k.u.k. XIII. und XV. Korps die Straße zwischen Kamenica und Šabac. Die serbische 1. Armee nahm die Division-Morava II beiderseits des Obnica-Tales, die Divisionen Donau I und II auf den Nordhang des Povljen- und Bukovska planina zurück. Die Moral der Serben sank, besonders der Mangel an Wetterkleidung und Munition demoralisierte das Heer. Die serbische Armee hatte das Meiste ihrer Ausrüstung aufgegeben, um den Rückzug zu beschleunigen. Auch die Gebirgsbrigaden des XVI. Korps mühten sich beim Vorgehen im Morast derartig ab, dass es auf dem Medvednik und dem Debelo brdo in Ruhe übergehen musste. Am 15. November zog nördlich davon das k.u.k. XV. Korps mit der 48. Division in Valjevo ein, dahinter schlossen die 1. und 40. Division auf.
Putnik hatte die serbische Armee zur Neuordnung bereits an die Kolubara zurückgezogen. Das serbische Heer hatte in den Kämpfen der letzten neun Tage 8000 Gefangene, 42 Geschütze und 31. Maschinengewehre verloren. Im serbischen Oberkommando wurde zu dieser Zeit bereits über einen Rückzug in den Süden des Landes oder einen Waffenstillstand nachgedacht, eine Debatte, die Putnik aber verhinderte. Premierminister Pašić appellierte um Hilfe bei der Triple Entente. Frankreich sagte Lieferung von Munition und Zubehör zu, während Russland und das Vereinigte Königreich nur mit „äußerstem Verständnis“ tröstete. Als die Truppen der k.u.k. 5. und 6. Armee die Kolubara erreichten, hatten sich die Serben bereits der Abschneidung entzogen, dennoch blieben 8.000 Gefangene, 42 Geschütze und 31 MG in den Händen der Gegner.

### Entscheidung an der Kolubara
Die 5. Armee erreichte am 16. November die Kolubara zwischen Obrenovac und Lazarevac auf breiter Front und startete am folgenden Tag einen Angriff gegen die serbische Verteidigungsstellungen. Das Korps Krauß setzte die 29. Division zum Angriff bei Konatice an, konnte die Serben aber nicht einmal aus der versumpften Niederung westlich der Lukavica hinausdrängen. Die 7. Division, welche die Kolubarabrücke bei Skobalj in die Hände bekommen hatte, schob am 17. November ihre Vorhut auf die Lukavica vor. Das südlich davon angesetzte VII. Korps schloss überhaupt erst an diesem Tag vollständig zur Kolubara auf und bereitete erst den Durchbruch auf Lazarevac vor. Das XIII. Korps war mit der 36. Division bei Slovac und der 42. Division bei Divci über den Fluss gegangen und war in den Rückzugstrain der zum Ljig-Abschnitt zurückgehenden serbischen 3. Armee hineingestoßen. Bei Mionica kam es mit serbischen Trains zu geradezu heillosen Bewegungen um den Übergang der Ribnica. Am 18. November gelang dem VIII. Korps mit der 21. Schützen-Division der Flussübergang und die Eroberung von Lazarevac, die südlicher stehende 9. Division rannte sich an der serbischen Gegenwehr vor Lajkovac fest. Das Hauptziel des Korps Scheuchenstuel war es, die Verteidigung der serbischen 2. Armee um Lazarevac zu durchbrechen, die serbische 3. Armee sollte in Richtung auf Arandjelovac zurückgeworfen werden. Die 36. Division kam bei Milovac mit der serbischen Vorhut ins Gefecht. Die Donau-Division II wurde bei Bacinovac zurückgeworfen. Die serbische 1. Armee versuchte den Zugang nach Grn. Milanovac zu verhindern.
Am 19. November wurde die Kriegsbrücke der 7. Division bei Skobalaj durch Hochwasser überschwemmt, das übergesetzte Detachement des Generalmajors Letovsky konnte sich am Mündungswinkel der Turija halten. Die 21. Schützen-Division (Generalmajor Daniel) kam bei Lazarevac ohne eingelangte Artillerie nicht weiter. Hingegen konnten die Batterien der 9. und 36. Division bei Zupanjac die serbische Verteidigung bei Vrače Brdo brechen.
Der Nachschub für das XV. und XVI. Korps steckte zwischen Loznica und Zavlaka fest, auch die zweite Route über der Straße Sabac über Preadi nach Valjevo nachgeführt, brachte wegen der schlechten Wetterlage keine Verbesserung.
Am 20. November gab es im Abschnitt der Gruppe Krauß keine Gefechtstätigkeit. Das auf starken Widerstand stoßende XIII. Korps wollte die Ankunft des auf Grn. Toplica vorgehenden XV. Korps abwarten. Das XV. Korps erneuerte seinen Angriff gegen die 1. Armee am 21. November, die durch das Rogatica-Detachement verstärkte Division-Donau II wurde in Richtung des Maljen-Gebirges zurückgeworfen. Die Serben zogen sich erst nach drei Tagen schwerer Kämpfe von diesem Berg zurück. Am 22. November wurde über die Save bei Skela die Brigade des Prinzen Schwarzenberg dem Kombinierten Korps als Reserve nachgeführt.
Aus dem Raum Visegrad sollte derweil die Gruppe Snjarić mit der 17. Gebirgs-Brigaden unterstützend auf Uzice vorstoßen und die Vereinigung mit der 4. Gebirgs-Brigade erreichen. Die österreichisch-ungarischen Truppen machten am 25. November weitere Geländegewinne, sie drängten die Serben aus Čovka. Am 27. November erreichten das VIII. und XIII. Korps die Linie Vis-Glavica-Volujak. Schwere Kämpfe hatte die Truppen des XV. Korps im Maljen-Gebirge zu bestehen, sie operierten gegen Čačak und Gornji Milanovac. Die 4. Gebirgs-Brigade unter FML Konopicky stand vor Užice. Das Gelände wurde für die k.u.k. Truppen immer schwieriger, die ermüdeten Soldaten waren erschöpft. Die k.u.k. 57. Division stieß von der Drina über die Rogatica zum Limfluss vor, bei Čačak sollte die Gruppe Snajaric eine Umfassung der serbischen Verbände vornehmen. Am 30. November folgte der Rückzug der serbischen 3. Armee (Jurišić) nach Arandjelovac.

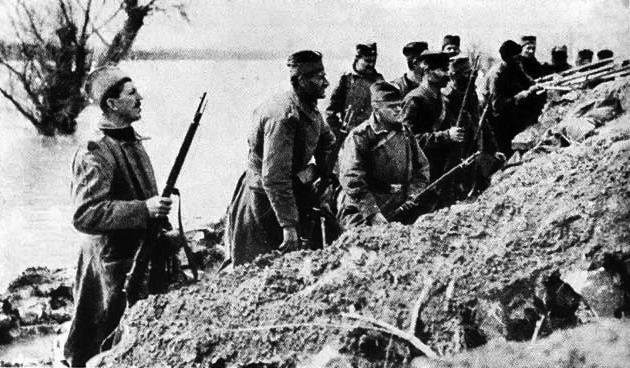
Serbische Stellung vor Belgrad

General Putnik ordnete den Rückzug für die 2. Armee auf Kragujevac. Belgrad wurde am 29. und 30. November evakuiert. Am 2. Dezember 1914, dem sechsundsechzigsten Thronjubiläum Franz Josephs, teilte Potiorek dem Kaiser telegraphisch die Einnahme von Stadt und Festung Belgrad mit. Das österreichisch-ungarische Oberkommando rechnete jetzt mit einem sicheren Sieg. Allerdings waren die k.u.k. Truppen erschöpft und die Nachschubsituation verschlechterte sich zusehends, während gerade rechtzeitig die Serben über der Bahnlinie Kragujevac-Saloniki die für die Gegenoffensive nötigen französischen Munitionslieferungen erhielten.

### Serbische Gegenoffensive in der Schlacht von Arandjelovac

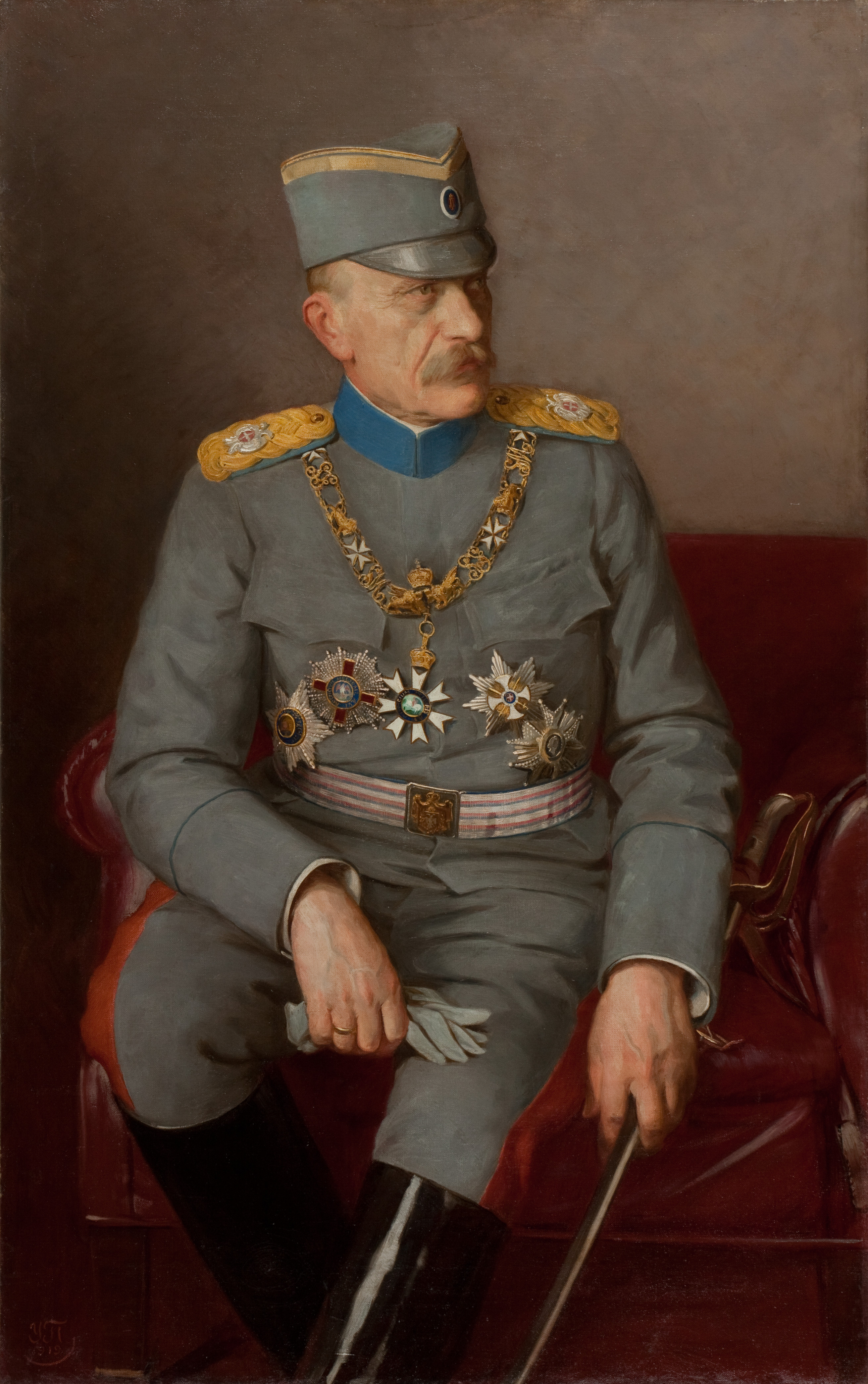
Živojin Mišić

General Mišić, der seit Mitte November für den verwundeten Bojanovic den Oberbefehl über die 1. Armee übernommen hatte, konzentrierte die Masse der serbischen Truppen unter Vernachlässigung der Nordfront und begann am 3. Dezember mit einer Gegenoffensive gegen die k.u.k. 6. Armee, die bis zum 9. Dezember andauerte. Auch der alte serbische König Peter I. ließ es sich nicht nehmen, seine Truppen an die Front zu begleiten. Die serbische Offensive traf die erschöpften österreichisch-ungarischen Truppen völlig überraschend, am 3. Dezember wurde noch eine Militärparade in Belgrad abgehalten.
Der Hauptstoß der serbischen 1. und 3. Armee erfolgte aus der Umgebung des Rudnik-Gebirges und aus dem Raum Arandjelovac in Richtung zur Kolubara. Die Divisionen Sumadija I und Timok I stießen gegen Lazarevac vor, um den Feind wieder über die Kolubara zu werfen. Die Divisionen Morava I, Drina I und die kombinierte Division stiegen von den Westhängen des Rudnikgebirges herunter und griffen die Golubac-Höhe an, um durch das Stavicatal vorgehend die Straße von Grn. Milanovac nach Moravci zu erreichen. Die Division Timok II und Morava II brachen von Grn. Milanovac gegen Brezna und Banjani vor und drängten die Österreicher über den Suvobor-Rücken zurück. Die Armeegruppe Uzice wurde zwischen Čačak und Požega angesetzt, stieß in nördlicher Richtung südlich des Maljen-Gebirges vor und drängte die österreichischen Vortruppen aus dem Moravatal.
Die k.u.k. 6. Armee wurde gleichzeitig von Osten und Süden angefallen und musste sich am linken Flügel über die Kolubara und den Ljig, im Zentrum und auf dem rechten Flügel über die Kuppen der Prostruga, der Gojnagora und das Maljen-Gebirge nach Valjevo zurückkämpfen. Beiderseits der Straße Arangjelovac – Lazarevac griffen zwei serbische Divisionen die Front des XIII. Korps an, von Rudnik her stieß eine weitere Division gegen das k.u.k XV. Korps und anderthalb Divisionen von Čačak gegen die 18. Division vor. Das angefallene XIII. Korps konnte sich länger aller Angriffe erwehren. Infolge des Zusammenbruchs des XVI. Korps musste sich auch das XV. Korps bis zum 5. Dezember abends vom Golubac nach Moravci zum Ljig zurückziehen.
Am 6. Dezember waren die k.u.k. Truppen hinter die Kolubara zurückgeworfen, die 18. Division zog sich, durch Abschneidung bedroht, in schwierigen Gebirgsmärschen über Kosjeriči auf Valjevo zurück. Die 4. Gebirgs-Brigade unter Generalmajor Konopicky ging wieder nach Westen auf Rogatica zurück. Das Kombinierte Korps des General Krauß arbeitete sich währenddessen im Norden noch bis zum 6. Dezember gegen die den Höhen nördlich Vlašca und dem Kosmaj heran.
Die serbische Armee hatte die gegnerische Front in ihrer Mitte und auf der rechten Flanke vollständig durchbrochen. Das k.u.k. XV. Korps bezog am 7. an der Kolubara, und südlicher bei Slovac bis zum Lig eine Abwehrstellung. General von Appel hielt unter Einsatz der letzten Reserven den ganzen Tag stand und wechselte erst nach Eintritt der Dunkelheit das Ufer. Am Nachmittag des 8. Dezember drangen die Serben wieder in Valjevo ein. Das XIII. Korps musste Lazarevac aufgeben und zog sich über den Fluss zurück. Bis zum 8. Dezember war auch die 18. Division (Trollmann) ins südwestliche Vorfeld von Valjevo zurückgegangen.
Dem bulgarischen Botschafter in Niš wurde von der serbischen Regierung mitgeteilt, dass in den letzten vier Tagen die serbischen Truppen bereits einen österreichisch-ungarischen General, 49 Offiziere und mehr als 20.000 Soldaten gefangen genommen hatten, sowie 40 Kanonen und riesige Mengen von Kriegsmaterial erbeutet werden konnten.
Am 8. Dezember erstürmte im Abschnitt der Gruppe Krauß zur Entlastung die 7. Division den Berg Kosmaj; der Angriff gegen die Höhen bei Vlaška drang hingegen nicht durch.
Am 11. Dezember drängte die serbische Korpsgruppe Zifkowic die Nachhut der 5. Armee auf Belgrad zurück. Die Division-Drina I erreichte im Kampf mit der 29. Schützen-Division Konatice. Die zurückflutenden k.u.k. Truppen zogen sich bei Šabac über die Kriegsbrücke auf das nördliche Saveufer zurück. Am 12. Dezember lieferte sich die 21. Schützendivision mit der verfolgenden Division Sumadija I. Nachhutgefechte. Die Division Drina II verfolgte auf Borok, die serbische Kombinierte Division nahm durch ein Flankenmanöver Konatice ein. Dadurch wurde die Nordflanke der k.u.k. 9. Division offengelegt und zum Rückzug auf Progon gezwungen. Ein Gegenangriff des XIII. Korps mit der 42. Honved-Division (FML Salis-Seewis) in Richtung der bei Marica stehenden 36. Division bei Marica schloss eine offene Lücke zum Kombinierten Korps. Die serbischen Divisionen Morava I und Timok I. drangen im Raum zwischen Gradac und den Höhen östlich der Lipa nach Norden vor. Die bedrängte 21. Schützen-Division wurde auf ihrem Rückzugskampf durch einen Gegenstoß der 71. Brigade (7. Division) entlastet. Das XIII. Korps versuchte an der Linie Ostruznica-Srecica erneut Widerstand zu leisten. Die Division Timok I berannte die Avalahöhe und zwang die 29. Division zum Rückzug auf den Ekmekluk.
Bereits am 13. Dezember wurde Potiorek von General Frank darüber informiert, dass es unmöglich wäre, Belgrad halten zu können. Am 14. Dezember erfolgte der Rückzugsbefehl für des VIII. Korps durch die Stadt nach Norden. Der Angriff der verfolgenden serbischen kombinierten Division drängte die 42. Honved-Division vom Höhenrücken Bassovo brdo herunter. Die Division Drina II verfolgte die 36. Division durch das Tal der Topciderska. Der Angriff der Division Sumadija I gegen den Südflügel der Belgrader Front und gegen die Höhe von Kumodraz brach zunächst im Kreuzfeuer der k.u.k. Truppen zusammen. Die Truppen unter General Michailo Zifkovic erstürmen den Ekmekluk und Erino brdo. Am 16. Dezember fiel Belgrad wieder in die Hände der Serben, die Macva war damit vollständig von den österreichischen Truppen befreit.

## Bilanz und Folgen
Nach der schweren Niederlage der k.u.k. Balkanstreitkräfte wurde Potiorek am 27. Dezember seines Kommandos enthoben, auch General Frank musste das Oberkommando über die 5. Armee abgeben. Das Armeeoberkommando 6 wurde überhaupt aufgelöst und erst Ende 1917 in Norditalien neu aufgestellt. Tersztyánszky wurde neuer Kommandant an der serbischen Front, Erzherzog Eugen übernahm das Kommando der Südwest-Front, General Stephan Sarkotić wurde neuer Militärgouverneur von Bosnien und Herzegowina.
Die österreichische Armee war von den fünfmonatigen Kämpfen stark geschwächt, der zusätzliche Ausbruch einer Typhus-Epidemie kostete weitere Opfer. Auch der Kommandant des XV. Korps, General der Infanterie, Michael Appel und mehrere Tausende Zivilisten fielen der Epidemie zum Opfer.
Österreich-Ungarn hatte im gesamten Feldzug bei insgesamt 462.000 eingesetzten Soldaten 226.600 Mann an Verlusten erlitten: darunter 28.000 Tote, 122.100 Verwundete und Kranke, dazu noch 76.500 Gefangene. 200 Offiziere wurden gefangen genommen, mehr als 130 Kanonen, 70 Maschinengewehre und eine große Menge an Kriegsmaterial waren verloren gegangen.
Die Serben hatten ebenfalls schwere Verluste: 2.110 Offiziere und 131.000 Soldaten, davon 22.000 Tote, 91.000 Verwundete und über 19.000 Gefangene. Die westliche Presse war über das Ausmaß der Gräueltaten der österreichisch-ungarischen Truppen gegenüber der serbischen Zivilbevölkerung entsetzt. William Shepard von der United Press bestätigte als Augenzeuge, dass mindestens 18 Kleinstädte aufgegeben werden mussten, weil durch die Kriegsereignisse der gesamte Nordwesten von Serbien fast entvölkert war.
Das Serbische Heer war trotz der Siege erschöpft und die hohen Verluste des Feldzuges von 1914 erklärten den schnellen Zusammenbruch im folgenden Jahr. Die ganze Südfront zwischen den beiden Gegnern erstarrte bis Ende September 1915 zum Stellungskrieg, und der Serbienfeldzug der Mittelmächte wurde dann 1915/16 erfolgreich abgeschlossen.